# 막응우옌타인
막응우옌타인(베트남어: Mạc Nguyên Thanh / 莫元淸 막원청, ? ~ 1681년)은 대월 막 왕조의 제10대 황제(재위: 1661년 ~ 1681년)이다. 막낀지에우의 아들이다. 베트남 사서에는 막낀부가 청나라에 책봉을 요청했을 때 막응우옌타인으로 개명한 것으로 여긴다. 그러나 뉴쥔카이(牛军凯) 교수는 청나라의 당안(檔案) 연구에 의거해 막응우옌타인은 실제로는 베트남 사서에 있는 막낀투이(베트남어: Mạc Kính Thuỵ / 莫敬瑞 막경서)라고 하였다. 빈쓰엉이 막응우옌타인의 연호이다.

## 생애
1661년 6월, 청나라는 막낀지에우를 귀화장군(歸化將軍)으로 책봉하였다. 같은해 12월, 청나라는 막낀지에우의 아들 막응우옌타인을 안남도통사(安南都統使)로 책봉하였다. 막응우옌타인은 청나라에 진공하였고, 아울러 주(奏)를 올려 말하기를, "편방(徧方)이 협소하니, 뒤를 이은 뒤에는 공헌(貢獻)하는 것을 면하도록 하기를 요청합니다."라고 하였다. 강희제는 이를 윤허하였다.
1662년, 막 왕조가 양산(諒山) 칠천(七泉)에서 후 레 왕조에게 패배하였다.
1666년, 후 레 왕조가 까오방을 공격하였으나 막 왕조가 후 레 왕조의 태원통군공(太原通郡公)을 사로잡으니 후 레 왕조는 철군하였다. 이후 후 레 왕조는 다시 까오방으로 진격하여 점령하였고, 막 왕조의 궁실을 불태웠다.
1667년, 후 레 왕조가 다시 까오방을 공격하자 막응우옌타인은 운남(雲南)으로 달아났고, 까오방은 함락되었다.
1669년, 강희제가 이선근(李仙根), 양조(楊兆)를 파견해 베트남에 칙유(敕諭)하도록 하여 까오방 4주를 막씨에게 반환하도록 명령하였다. 후 레 왕조는 까오방에서 철군하였고, 막씨는 까오방으로 돌아왔다.
1673년, 청나라에서 삼번의 난이 일어나자 막씨는 이를 지지하였다.
1677년, 후 레 왕조가 까오방을 공격해 점령하자 막씨 종실들은 광서(廣西)의 용주(龍州)로 도망갔다. 후 레 왕조는 청나라에 막씨가 오삼계를 지원하였다고 하였고, 청나라가 막씨를 지지하지 말 것을 요청하였다.
1681년, 막응우옌타인은 청나라에서 병사하였고, 그의 동생 막낀꽝이 뒤를 이었다.